# إيفان ألان
إيفان ألان هو مدرب خيول وشخصية أعمال ماليزي، ولد في 16 يناير 1941 في بينانق في ماليزيا، وتوفي في 4 نوفمبر 2009 في سنغافورة.